# Liste des pièces de collection portugaises en euro
Une pièce de collection portugaise en euro est une pièce de monnaie libellée en euro et émise par le Portugal mais qui n'est pas destinée à circuler.  Elle est principalement destinée aux collectionneurs.
Les monnaies de collection du Portugal sont frappées par le Imprensa Nacional - Casa da Moeda, (INCM).

## Pièces de 5 euros en argent
Les caractéristiques des pièces de 5 euros en argent sont les suivantes :
- diamètre : 30 mm - poids : 14 g
- titre en argent : 
  - 50 % si sous blister
  - 92,5 % si en écrin (proof) avec certificat

### Éditions 2003
| - 5 euros 2003 en argent - Sujet : Les 150 ans du timbre portugais | |
|                                                                    | - Sur l'avers est représenté un timbre à l'effigie de la reine Marie II avec la mention 150 ANOS DO PRIMEIRO SELO PORTUGUÊS et le millésime 2003 - Sur le revers, la cannelure d'un timbre autour de la valeur faciale 5 EURO, le sceau du Portugal et la mention REPUBLICA PORTUGUESA - Graveur : Vitor Santos - tirage : 300 000 exemplaires |

### Éditions 2004
| - 5 euros 2004 en argent - Série Patrimoine mondial de l'UNESCO - Centre Historique d'Évora | |
|                                                                                             | - Sur l'avers, la cathédrale d'Évora, avec les mentions UNESCO PATRIMONIO MUNDIAL et CENTRO HISTÓRICO DE ÉVORA - Sur le revers, les armoiries du Portugal, la légende REPUBLICA PORTUGUESA, le millésime 2004 et la valeur faciale 5 EURO - Graveur : Eloísa Byrne - tirage : 300 000 exemplaires en argent à 50 % - 10 000 exemplaires en argent à 92,5 % (proof) |

| - 5 euros 2004 en argent - Série Patrimoine mondial de l'UNESCO - Le monument de Tomar | |
|                                                                                        | - Sur l'avers, un bâtiment avec la mention UNESCO - CONVENTO DE CRISTO - Sur le revers, les armoiries du Portugal, la légende REPUBLICA PORTUGUESA, le millésime 2004 et la valeur faciale 5 EURO - Graveur : José Cândido - tirage : 300 000 exemplaires en argent à 50 % - 10 000 exemplaires en argent à 92,5 % (proof) |

### Éditions 2005
| - 5 euros 2005 en argent - Série Patrimoine mondial de l'UNESCO - Le centre historique de Angra do Heroísmo | |
| | - Sur l'avers, une vue de l'île avec la mention CENTRO HISTÓRICO DE ANGRA DO HEROÍSMO , le logo du Patrimoine mondial de l'UNESCO et le millésime 2005. - Sur le revers, les armoiries du Portugal, la légende REPUBLICA PORTUGUESA et la valeur faciale 5 EURO - Graveur : Alvaro França - Caractéristiques : titre en argent : 92,5 % - diamètre : 30 mm - poids : 14 g - tirage : 15 000 exemplaires |

| - 5 euros 2005 en argent - Série Patrimoine mondial de l'UNESCO - Le monastère de Batalha. | |
|                                                                                            | - Sur l'avers, une vue du monastère de Batalha, avec la mention MOSTEIRO DA BATALHA et le logo du Patrimoine mondial de l'UNESCO. - Sur le revers, une figuration de la voûte intérieure, les armoiries du Portugal, la légende REPUBLICA PORTUGUESA, la valeur faciale 5 EURO et le millésime 2005 - Graveur : António Marinho - Caractéristiques : titre en argent : 92,5 % - diamètre : 30 mm - poids : 14 g - tirage : 15 000 exemplaires |

| - 5 euros 2005 en argent - Série Dates et personnages de l'histoire portugaise - Le huitième centenaire de la naissance du pape Jean XXI | |
| | - Sur l'avers, le portrait du pape et ses armoiries, le texte VIII CENTENÁRIO DO NASCIMENTO DE PEDRO HISPANO (PAPA JOÃO XXI) et les dates 1205 - 2005. - Sur le revers, des voûtes, les armoiries du Portugal, la légende REPUBLICA PORTUGUESA, la valeur faciale 5 EURO et le millésime 2005 - Graveur : Isabel Carriço Branco - Caractéristiques : titre en argent : 92,5 % - diamètre : 30 mm - poids : 14 g - tirage : 300 000 exemplaires |

## Pièces de 5 euros en or
Les caractéristiques des pièces de 5 euros en or sont les suivantes : 
- titre en or : 91,66 % - diamètre : 30 mm - poids : 17.5 g

| - 5 euros 2003 en or - Sujet : Les 150 ans du timbre portugais. | |
|                                                                 | - Sur l'avers est représenté un timbre avec la mention 150 ANOS DO PRIMEIRO SELO PORTUGUÊS et le millésime 2003 - Sur le revers, la cannelure d'un timbre autour de la valeur faciale 5 EURO, le sceau du Portugal et la mention REPUBLICA PORTUGUESA - Graveur : Vitor Santos - tirage : 10 000 exemplaires |

| - 5 euros 2005 en or - Série Dates et personnages de l'histoire portugaise - Le huitième centenaire de la naissance du pape Jean XXI | |
| | - Sur l'avers, le portrait du pape et ses armoiries, le texte VIII CENTENÁRIO DO NASCIMENTO DE PEDRO HISPANO (PAPA JOÃO XXI) et les dates 1205 - 2005. - Sur le revers, des voûtes, les armoiries du Portugal, la légende REPUBLICA PORTUGUESA, la valeur faciale 5 EURO et le millésime 2005 - Graveur : Isabel Carriço Branco - tirage : 7 500 exemplaires |

## Pièces de 8 euros en argent
Les caractéristiques des pièces de 8 euros en argent sont les suivantes :
- diamètre : 40 mm - poids : 27 g
- titre en argent : 
  - 50 % si sous blister
  - 92,5 % si en écrin avec certificat

| - Série de 3 pièces de 8 euros 2003 : Le Football et l'Euro 2004 organisé par le Portugal |                                                           |                                                            |
|                                                                                           |                                                           |                                                            |
| Football et Paix FUTEBOL É PAIXÃO de l'artiste José Teixeira                              | Football et Fête FUTEBOL É FESTA de l'artiste João Duarte | Sportivité FUTEBOL É DESPORTIVISMO de l'artiste José Simão |

| - série de 3 pièces de 8 euros 2004 : Série Le spectacle du Football dans le cadre de l'Euro 2004 organisé par le Portugal |                                 |                                              |
| |                                 |                                              |
| Le Goal O GOLO de l'artiste José Teixeira                                                                                  | O REMATEde l'artiste José Simão | La défense A DEFESA de l'artiste João Duarte |

| - 8 euros 2004 en argent - Sujet : l'Elargissement de l'Europe. | |
|                                                                 | - Sur l'avers est représentée la carte de l'Europe avec la mention ALARGAMENTO DA UNIÃO EUROPEIA - 2004 - Sur le revers, le sceau du Portugal dans une étoile spiralée, la mention REPUBLICA PORTUGUESA et la valeur faciale 8 EURO. - Graveur : José João Brito - tirage : 300 000 exemplaires en argent à 50 % - 35 000 exemplaires en argent à 92,5 % |

| - 8 euros 2005 en argent - Sujet : la fin de la Seconde Guerre mondiale 1945-2005 | |
|                                                                                   | - Sur l'avers est représentée une carte de l'Europe avec la mention FIM DA II GUERRA MUNDIAL 1945-2005 - Sur le revers, le sceau du Portugal dans une étoile spiralée, la mention REPUBLICA PORTUGUESA et la valeur faciale 8 EURO. - Graveur : João Duarte - tirage : 300 000 exemplaires en argent à 50 % - 35 000 exemplaires en argent (proof) à 92,5 % |

## Pièces de 8 euros en or
| - Édition 2003 : Le Football et l'Euro 2004 organisé par le Portugal |
|                                                                      |

| - Edition 2004 : Série Le spectacle du Football dans le cadre de l'Euro 2004 organisé par le Portugal |
| |

## Pièces de 10 euros en argent
| - 10 euros 2004 en argent - Sujet : les Jeux olympiques d'été de 2004 à Athènes. | |
|                                                                                  | - Sur l'avers sont représentés les cinq anneaux des Jeux olympiques modernes et la croix portugaise avec la mention JOGOS OLIMPICOS DE ATENAS - 2004 - Sur le revers, le sceau du Portugal, la mention REPUBLICA PORTUGUESA et la valeur faciale 10 EURO. - Graveur : José Aurélio - tirage : 350 000 exemplaires en argent à 50 % - 15 000 exemplaires en argent à 92,5 % (proof) |

| - 10 euros 2006 en argent - Sujet : le 20e anniversaire de l'adhésion du Portugal à la Communauté Européenne | |
| | - Sur l'avers sont représentés un pont devant la carte de l'Europe avec les mentions ADESÃO ÀS COMUNIDADES EUROPEIAS, PORTUGAL - ESPANNA et les dates 1986-2006 - Sur le revers, le sceau du Portugal, la mention REPUBLICA PORTUGUESA, le millésime 2006 et la valeur faciale 10 EURO. - Graveur : José Cândido - tirage : 100 000 exemplaires en argent à 50 % - 12 000 exemplaires en argent à 92,5 % (proof) |

| - 10 euros 2006 en argent - Sujet : la Coupe du monde de football de 2006 2006 FIFA en Allemagne | |
|                                                                                                  | - Sur l'avers un stade stylisé avec les mentions CAMPEONATO MUNDIAL DE FUTEBOL - FIFA ALEMANHA 2006 - Sur le revers, le sceau du Portugal, la mention REPUBLICA PORTUGUESA, le millésime 2006 et la valeur faciale 10 EURO. - Graveur : José Teixeira - tirage : 100 000 exemplaires en argent à 50 % - 12 000 exemplaires en argent à 92,5 % (proof) |

## Émissions conjointes avec d'autres pays

### Séries ibero-américaines -Rencontre de deux mondes
À l'occasion du cinq centième anniversaire de la découverte de l'Amérique, les pays ibéro-américains ont décidé d'émettre régulièrement des séries de pièces commémoratives. Il s'agit des pays suivants : Argentine, Cuba, Équateur, Espagne, Guatemala, Mexique, Nicaragua, Paraguay, Pérou et Portugal.
- Série I -

- Série II -

- Série III -

- Série IV -

- série V - thème : la navigation

C'est la première série avec édition de pièces en euro pour le Portugal
|  | - La pièce portugaise du set est une pièce de 10 euros - L'avers représente un galion, avec la légende NAUTICA et le millésime 2003. - Sur le revers, dans la partie centrale, les armes du Portugal avec la mention REPUBLICA PORTUGUESA et la valeur faciale, 10 EURO. Tout autour de ce thème central, les armes des 10 pays, par ordre alphabétique dans le sens des aiguilles d'une montre. - Tirage autorisé : 300 000 pièces en argent à 50 % et 12 000 sets avec la pièce en argent à 92,5 % - Auteur : Raúl de Sousa Machado |
- série VI - thème : architecture et bâtiments

|  | - La pièce portugaise du set est une pièce de 10 euros - L'avers représente une des façades d'un bâtiment de Porto avec les légendes ARQUITECTURA E MONUMENTOS et le millésime 2005. - Sur le revers, dans la partie centrale, les armes du Portugal avec la mention REPUBLICA PORTUGUESA et la valeur faciale, 10 EURO. Tout autour de ce thème central, les armes des 10 pays, par ordre alphabétique dans le sens des aiguilles d'une montre. - Tirage autorisé : 300 000 pièces en argent à 50 % et 12 000 sets avec la pièce en argent à 92,5 % - Auteur : Vítor Nogueira da Silva |